# Federación Uruguaya de Football

Equipo Uruguay 1924.

La Federación Uruguaya de Football (FUF) fue una federación de clubes de fútbol de Uruguay, de existencia paralela a la Asociación Uruguaya de Football (AUF) durante la época amateur del fútbol uruguayo.
Fue fundada en 1923 en el marco del cisma del fútbol uruguayo, que se origina con la desafiliación de la AUF de Peñarol y Central durante el campeonato de 1922. Organizó campeonatos paralelamente con esta organización entre 1923 y 1926. En 1926, a través de la intervención del gobierno uruguayo y por el llamado "Laudo Serrato" se logró imponer la fusión de la FUF y la vieja AUF, en una única federación.

## Torneos
La FUF organizó torneos paralelos a los de la AUF en todas las categorías:
- Primera División de la Federación Uruguaya de Football
- Divisional Intermedia de la Federación Uruguaya de Football
- Divisional Extra de la Federación Uruguaya de Football